# Platyoides alpha
Platyoides alpha is een spinnensoort uit de familie Trochanteriidae. De soort komt voor in Angola, Namibië en Zuid-Afrika.